# Louis Catala
Pour les articles homonymes, voir Catala.
Louis Catala, né le 21 octobre 1891 à Braine-le-Comte et mort le 28 août 1966 à Uccle est un homme politique belge catholique. 
Catala fut un industriel ayant hérité de l'entreprise familiale : la papeterie établie à Braine-le-Comte depuis 1851. 
Il s'engagea dans la politique à l'âge de 30 ans lorsqu'il fut élu conseiller communal dans sa ville natale en 1921. Il resta au conseil communal pendant trente-sept ans jusqu'en 1958. Il accéda même au poste de bourgmestre de Braine-le-Comte en 1939 et occupa cette fonction pendant le second conflit mondial pour le quitter en 1946. Il occupa dans ces mêmes années la fonction de sénateur de l'arrondissement de Mons-Soignies (1939-1946).
Ensuite, entre le 7 mars 1946 et le 18 juillet 1949, il devint sénateur provincial de la province de Hainaut, et après sénateur coopté entre le 19 juillet 1949 et 1950.